# Масловка (Козловський район)
Ма́словка (рос. Масловка, чув. Маслă) — присілок у складі Козловського району Чувашії, Росія. Входить до складу Янгільдінського сільського поселення.
Населення — 52 особи (2010; 62 у 2002).
Національний склад:
- чуваші — 97 %